# Jasmine Todd

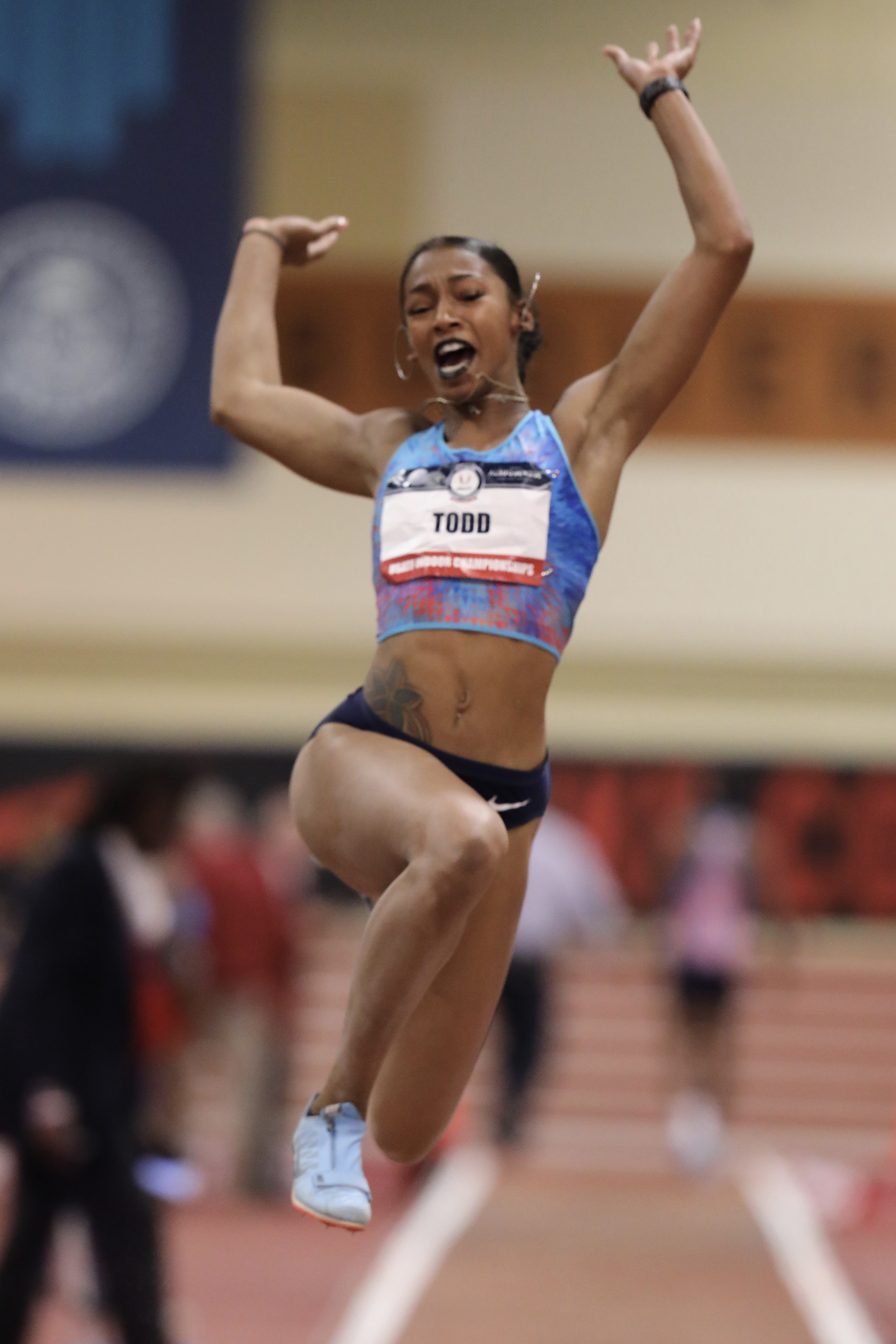
Jasmine Todd, 2018

Jasmine Todd (* 23. Dezember 1993) ist eine US-amerikanische Sprinterin und Weitspringerin.
Bei den US-Meisterschaften 2015 qualifizierte sie sich als Dritte über 100 m und Vierte im Weitsprung für die Leichtathletik-Weltmeisterschaften in Peking. Im 100-Meter-Bewerb erreichte sie das Halbfinale, im Weitsprungbewerb schied sie in der Qualifikation aus, und im 4-mal-100-Meter-Staffelbewerb gewann sie Silber.

## Persönliche Bestleistungen
- 60 m: 7,15 s, 17. Januar 2015, Seattle
- 100 m: 10,92 s, 26. Juni 2015, Eugene
- 200 m: 22,89 s, 16. Mai 2015, Los Angeles
  - Halle: 23,87 s, 14. Februar 2014, Albuquerque
- Weitsprung: 6,84 m, 27. Juni 2015, Eugene
  - Halle: 6,50 m, 14. Februar 2014, Albuquerque